# رينيه لانج
رينيه لانج (بالألمانية: René Lange) (22 نوفمبر 1988 في ألمانيا - ) هو لاعب كرة قدم ألماني (وحمل سابقاً جنسية ألمانيا الشرقية) في مركز الظهير. لعب مع نادي ماغديبورغ وهانزا روستوك وFSV Zwickau ‏.

## وصلات خارجية
- رينيه لانج على موقع قاعدة بيانات كرة القدم.إي يو (الإنجليزية)
- رينيه لانج على موقع بيانات كرة القدم. دي إي (الألمانية)
- رينيه لانج على موقع Soccerway.com (الإنجليزية)
- رينيه لانج على موقع عالم كرة القدم.نت (الإنجليزية)